# Hufner
Ein Hufner, auch Hüfner genannt, ist ein Bauer, der als Grundbesitz eine, mehrere oder einen Teil einer Hufe Land bewirtschaftet.
Die Bezeichnungen für diese Angehörigen des Bauernstands sind regional unterschiedlich. Sie lauteten im niedersächsischen Sprachraum Hovener oder Hofener, im mitteldeutschen Gebiet vorwiegend Hufner oder Hüfner und im Oberdeutschen Huber. In manchen Gegenden existierten auch völlig abweichende Bezeichnungen, wie zum Beispiel Ackermann, Pferdner oder im Obersächsischen auch besessener Mann.
Der Hufner war Vollmitglied der Gemeinde der Bauern, besaß Mitspracherecht in der Gemeinde und durfte die Allmende nutzen. In der dörflichen Sozialhierarchie standen die Hufner als Vollbauern und Besitzer eines Hofes mit Land von – regional unterschiedlich – 30 bis 100 Morgen vor den Gärtnern und Häuslern. Im Gegensatz zu diesen konnten sie im Dorf das Schöppenamt ausüben.

## Regionale Namensvarianten
Von diesem Berufsnamen und seinen regionalen Varianten leitet sich eine Vielzahl von Nachnamen ab. An erster Stelle zu nennen ist der Name Huber, der im deutschen Sprachraum zu den fünf bis zehn häufigsten Nachnamen gehört und neben Süddeutschland besonders in der Schweiz und Österreich verbreitet ist. Durch die regional unterschiedliche Aussprache des Nachnamens Huber entwickelten sich hier ferner die Nachnamen Huemer, Humer, Haumer, Huebmer und Hueber. Ebenfalls verbreitet sind die Formen Höf(f)ner, Huff und Hüb(e)ner.
Der Hufner hatte die gleiche soziale Stellung wie der Einspänner, der Besitzer eines Gespannes; beide waren fronpflichtig.
Es ist allerdings außerdem auf die Art und Regionalität des Hufen- oder Bauernguts zu achten, welches der Vollbauer bewirtschaftete. Handelte es sich um ein bonum censuale, also um ein bäuerliches Erb- oder Zinsgut, so war auf dem bäuerlichen Anwesen selbst manchmal die Fron und immer ein fester jährlicher Zins, der bei Zahlungsausfall nicht zur Folge hatte, dass der Inhaber vom Gut vertrieben werden konnte.
Diese Zinsgüter konnten in Erbpacht, Lehn oder sogar in freiem Eigentum des persönlich freien Vollbauern stehen. Die sogenannten schlechten Zinsgüter waren für den Bauern aber generell mit größeren Besitzrechten einhergehend. Die Obergrafschaft Katzenelnbogen beispielsweise kannte die schlechten Zinsgüter nur als bäuerliches Eigentum, das mit einer grundherrlichen Reallast behaftet war und vom Bauern eigenmächtig verschuldet, vererbt oder frei verkauft werden konnte. So waren über 88 Prozent der Bauerngüter im Amt Lichtenberg zugleich bäuerliches Eigentum. Die schlechten Zinsgüter durfte der Adel seit 1567 nicht mehr patrimonialherrschaftlich akquirieren. Wobei der Verkauf durch einen landesherrlichen Beamten beurkundet werden musste.
Im Kurfürstentum und Königreich Sachsen gab es die bäuerlichen Güter der Vollhufner ebenfalls in der Form schlechter Zinsgüter mit dem dominum directum also Obereigentum in der Hand des jeweiligen Hufners.
Ganz Deutschland kannte solche Bauerngüter, die im vollfreien Eigentum des Bauern standen. Neben den schlechten Zinsgütern gab es noch die Erbzinsgüter, sogenannte bona emphyteutica, die sich darin unterschieden, dass das Obereigentum beim Grund- oder Gutsherr verblieb und der Inhaber damit keine freie Verfügung über das Gut innehatte.

## Hufnerhaus
Das Hufnerhaus ist die norddeutsche Bezeichnung für das Hauptgebäude einer Wohnanlage. Es steht in Marschhufendörfern mit dem Wohnteil (z. B. der quergestellten Wohndiele, Flett oder Fleet genannt) zum Deich hin.